# الهی‌نامه (خواجه عبدالله انصاری)
الهی‌نامه یکی از آثار خواجه عبدالله انصاری است و حاوی نیایش و مناجات است. این اثر به نثر آمیخته با شعر (نظم) است.